# IC 4362
IC 4362 — галактика типу SBc () у сузір'ї Центавр.
Цей об'єкт міститься в оригінальній редакції індексного каталогу.